# Encinasola de los Comendadores
Encinasola de los Comendadores es un municipio y localidad española de la provincia de Salamanca, en la comunidad autónoma de Castilla y León. Se integra dentro de la comarca de Vitigudino y la subcomarca de La Ramajería. Pertenece al partido judicial de Vitigudino.
Su término municipal está formado por las localidades de Encinasola y Picones, ocupa una superficie total de 33,74 km² y según los datos demográficos recogidos en el padrón municipal elaborado por el INE en el año 2017, cuenta con una población de 174 habitantes.

## Geografía

### Transporte
Con respecto al transporte de viajeros en autobús, la compañía Arribes Bus S.L. ofrece servicios por carretera entre el municipio, Salamanca y Vitigudino. Los lunes, miércoles y viernes sale de Salamanca a las 13:15 h. y las 18:00 h. Los martes y jueves sólo a las 13:15 h. Desde Encinasola sale los lunes, miércoles y viernes a las 8:10 h y las 15:40 h. Los martes y jueves sólo a las 8:10 h. Desde Encinasola sale los martes otra línea con destino Vitigudino a las 11:40 h.

## Historia
Aunque los restos arqueológicos nos muestran un poblamiento anterior, que nos situaría en la Segunda Edad del Hierro en el castro del Picón de la Mora (en la zona de la pedanía de Picones), la fundación de Encinasola en su actual emplazamiento se remonta a la Edad Media, obedeciendo a las repoblaciones efectuadas por los reyes leoneses en la Alta Edad Media, cuando quedó encuadrada dentro del Alfoz de Ledesma, en el Reino de León, denominándose en el siglo XIII "Erzinasola", luego "Enzinasola". Precisamente durante la Alta Edad Media, Encinasola había llegado a pertenecer a la Diócesis de Zamora, habiéndose dado un litigio entre ésta y la de Salamanca por la posesión de las localidades de Barruecopardo, Encinasola, Yecla y Saldeana, que se solucionó en el año 1185 en el caso de Encinasola, con su paso definitivo a la Diócesis de Salamanca. Por otro lado, dentro de la jurisdicción ledesmina, creada por Fernando II de León en el siglo XII, Encinasola pasó a formar parte de la Roda de Mieza, así como, en lo eclesiástico, dependiendo de la Vicaría de Guadramiro, integrada ésta en la Diócesis de Salamanca. Con la creación de las actuales provincias en 1833, Encinasola quedó integrado en la provincia de Salamanca, dentro de la Región Leonesa, pasando a formar parte del partido judicial de Vitigudino en 1844. Ya en el siglo XX, en el año 1901, 104 vecinos de Encinasola compraron por 475 000 pesetas el territorio del término municipal, que aún permanecía como propiedad de los Señores de Guadramiro.

## Demografía
Encinasola de los Comendadores cuenta con una población de 148 habitantes (INE 2024).
| Gráfica de evolución demográfica de Encinasola de los Comendadores entre 1842 y 2021                                |
| |
| Población de derecho según los censos de población del INE Población de hecho según los censos de población del INE |

Según el Instituto Nacional de Estadística, Encinasola de los Comendadores tenía, a 1 de enero de 2021, una población total de 157 habitantes, de los cuales 88 eran hombres y 69 mujeres. Respecto al año 2000, el censo reflejaba 297 habitantes, de los cuales 151 eran hombres y 146 mujeres. Por lo tanto, la pérdida de población en el municipio para el periodo 2000-2021 ha sido de 140 habitantes, un 47 % de descenso.

### Núcleos de población
El municipio se divide en dos núcleos de población. De los 157 habitantes que poseía el municipio en 2021, Encinasola de los Comendadores contaba con 136, de los cuales 76 eran hombres y 60 mujeres, y Picones con 21, de los cuales 12 eran hombres y 9 mujeres.
| Núcleo de población            | Población |
| ------------------------------ | --------- |
| Encinasola de los Comendadores | 136       |
| Picones                        | 21        |

## Monumentos y lugares de interés
- Iglesia parroquial de San Juan Bautista

## Administración y política
La alcaldesa para el periodo 2023-2027 es Sonia Hernández González (PP), estando el pleno del Ayuntamiento formado por cinco concejales del PP tras las elecciones municipales de 2023. En las elecciones autonómicas de 2022 el PP también fue el partido más votado en el municipio, seguido de Vox y PSOE.
| Periodo   | Nombre                   | Partido | Partido              |
| --------- | ------------------------ | ------- | -------------------- |
| 1979-1983 | Juan José Calles Holgado |         | Independiente        |
| 1983-1991 | Juan José Calles Holgado |         | Alianza Popular (AP) |
| 1991-2003 | Juan José Calles Holgado |         | Partido Popular (PP) |
| 2003-2011 | Simón Prieto Rodríguez   |         | Partido Popular (PP) |
| 2011-2023 | Francisco Prieto         |         | Partido Popular (PP) |
| 2023-act. | Sonia Hernández          |         | Partido Popular (PP) |

| Partido político                         | 2023  | 2023  | 2023       | 2019  | 2019  | 2019       | 2015  | 2015  | 2015       | 2011  | 2011  | 2011       | 2007  | 2007  | 2007       | 2003  | 2003  | 2003       |
| Partido político                         | %     | Votos | Concejales | %     | Votos | Concejales | %     | Votos | Concejales | %     | Votos | Concejales | %     | Votos | Concejales | %     | Votos | Concejales |
| Partido Popular (PP)                     | 68,57 | 72    | 5          | 87,50 | 98    | 5          | 86,57 | 116   | 5          | 85,63 | 137   | 5          | 88,89 | 168   | 7          | 94,59 | 210   | 7          |
| Salamanca Sí                             | 6,67  | 7     | 0          | —     | —     | —          | —     | —     | —          | —     | —     | —          | —     | —     | —          | —     | —     | —          |
| Partido Socialista Obrero Español (PSOE) | 4,76  | 5     | 0          | 8,04  | 9     | 0          | 11,19 | 15    | 0          | 1,25  | 2     | 0          | 10,05 | 19    | 0          | 3,60  | 8     | 0          |

El alcalde de Encinasola de los Comendadores no recibe ningún tipo de prestación económica por su trabajo al frente del Ayuntamiento (2017).